# Danh sách light novel Fullmetal Alchemist

Bìa tập light novel đầu tiên của Giả kim thuật sư.

Các light novel của Giả kim thuật sư dựa theo manga Giả kim thuật sư của Hiromu Arakawa. Giả kim thuật sư bắt đầu xuất bản trong nguyệt san manga Monthly Shonen Gangan của Square Enix từ số tháng 8 năm 2001 và kết thúc với số tháng 6 năm 2010. Square Enix đã cho phát hành 7 quyển light novel dựa theo bộ truyện, tất cả đều do Makoto Inoue viết với phần minh họa của Arakawa. Nội dung các light novel kể về cuộc hành trình của hai anh em nhà Elric tìm kiếm Hòn đá của Triết gia. Quyển đầu tiên, Fullmetal Alchemist: The Land of Sand, lấy nội dung từ tập 11 và 12 của bộ anime chuyển thể Fullmetal Alchemist.
Light novel đầu tiên được xuất bản vào tháng 2 năm 2003, và quyển thứ 6 vào ngày 22 tháng 3 năm 2007.  Square Enix còn phát hành 3 quyển tiểu thuyết hóa từ 3 tựa trò chơi nhập vai (Action role-playing game - RPG) trên nền PlayStation 2 là: Fullmetal Alchemist and the Broken Angel, Curse of the Crimson Elixir, và The Girl Who Surpasses God. Quyển đầu tiên do Makoto Inoue viết; 2 quyển còn lại do Jun Eishima đảm nhận. Tuy nhiên, không hề có bất cứ quyển nào trong bộ này được phát hành tại Bắc Mĩ.
Viz Media giành được bản quyền phát hành bản tiếng Anh các tập light novel này đồng thời với bản quyền của bộ manga gốc. The Fullmetal Alchemist novels were one of the premiere titles for Viz's new Fiction imprint and were translated by Alexander O. Smith. Đến tháng 12 năm 2007, 5 trong số 7 quyển light novel này đã được phát hành tại Nam Mĩ.

## Danh sách tập

### Light novel
| - Prologue 1. Golden Hair 2. Silver Eyes 3. Crimson Water - Epilogue - The Phantom of Warehouse 13 |

| 1. The Borderlands Train 2. The Odd Terrorists 3. Lively Lodgings 4. The Abduction of Edward 5. Separate Battles |

| 1. The Coronel's Conspiracy 2. Paradise Below 3. Unequivalent Exchange 4. The Truth 5. The Valley of White Petals |

| Ed has caught a cold and Al wants him to see a doctor along their way to see the doctor Ed meets an old friend, but Ed and Al seem to be stuck in more ways than one. - Under the Faraway Sky - Roy's Holiday |

| - Prologue 1. The Banned Book 2. Thicker than Blood 3. Meetings and Encounters 4. A Mistaken Wish 5. Keep Moving On - Epilogue |

### Bản tiểu thuyết hóa trò chơi điện tử
| # | Nhan đề                                                                                           | Ngày phát hành ja         | ISBN ja           |
| - | ------------------------------------------------------------------------------------------------- | ------------------------- | ----------------- |
| 1 | Fullmetal Alchemist and the Broken Angel Tobenai Tenshi (翔べない天使)                            | Ngày 30 tháng 7 năm 2004  | 978-4-7575-1247-4 |
| 2 | Fullmetal Alchemist: Curse of the Crimson Elixir Akaki Erikushiru no Akuma (赤きエリクシルの悪魔) | Ngày 24 tháng 12 năm 2004 | 978-4-7575-1345-7 |
| 3 | Fullmetal Alchemist: The Girl who Succeeds God Kami o Tsugu Shōjo (神を継ぐ少女)                  | Tháng 11 năm 2005         | 978-4-7575-1570-3 |